# 23 août en sport
23 juillet 23 septembre
Chronologies thématiques
- Croisades
- Ferroviaires
- Disney

Le 23 août est le 235e jour de l'année (236e en cas d'année bissextile) du calendrier grégorien.

## Événements

### XIXesiècle
- 1830 :
  - (Joutes nautiques) : le tournoi qui devait avoir lieu à Poissy est annulé par les autorités municipales, sous prétexte qu’elles généraient « querelles et divisions entre les habitants de Poissy. »
- 1886 :
  - (Athlétisme /Record du monde) : le Britannique Walter George, qui est passé professionnel récemment en raison de l’absence de concurrence bat le record du Mile (1609,36 m) détenu par l'Écossais William Cummings en 4 min 12 s 3/4. Un record qui sera battu par l’américain John Paul Jones en 1913.
  - (Tennis /Grand Chelem) : début de la 6e édition du Championnat national de tennis des États-Unis qui se déroule à Newport jusqu'au 28 août.

### XXesièclede1901à1950
- 1924 :
  - (Football) : fondation de l'Association sportive de Monaco
- 1925 :
  - (Football) : Bologne FC 1909 est champion d’Italie.
- 1930 :
  - (Omnisport) : inauguration du stade du Centenaire à Bruxelles.
- 1936 :
  - (Sport automobile) : Grand Prix automobile de Suisse.
- 1939 :
  - (Automobile) : à Bonneville Salt Flats, John Cobb établit un nouveau record de vitesse terrestre : 595,04 km/h.

### XXesièclede1951à2000
- 1953 :
  - (Formule 1) : Grand Prix automobile de Suisse.
- 1959 :
  - (Formule 1) : septième grand prix de la saison 1959 au Portugal, remporté par Stirling Moss sur Cooper-Climax.
- 1960 :
  - (Jeux olympiques) : Avery Brundage est réélu par acclamations à la présidence du Comité international olympique.
- 1964 :
  - (Sport automobile) : sur le circuit de Zeltweg, en Autriche, Lorenzo Bandini remporte, au volant de la Ferrari 156, le Grand Prix d'Autriche de Formule 1, septième épreuve de la saison, obtenant la seule victoire de sa carrière, en devançant l'Américain Richie Ginther (BRM, 2e) et le Britannique Bob Anderson (Brabham-Climax, 3e).
- 1987 :
  - (Jeux panaméricains) : à Indianapolis, clôture de la dixième édition des Jeux panaméricains.

### XXIesiècle
- 2003 :
  - (Athlétisme) : Jefferson Pérez bat le record du 20 km marche, à Saint-Denis, lors des Championnats du monde, le portant à 1 min 17 s 21.
- 2004 :
  - (Football) : le footballeur brésilien Cristiano Marques Gomes, surnommé Cris, signe un contrat de 4 ans avec Lyon.
- 2005 :
  - (Cyclisme) : le journal sportif français L'Équipe publie une enquête selon laquelle Lance Armstrong était dopé à l'érythropoïétine (EPO) pendant le Tour de France 1999.
- 2006 :
  - (Athlétisme) : le sprinteur américain Justin Gatlin est suspendu pour huit ans de toute compétition sportive pour cause de dopage.
- 2009 :
  - (Formule 1) : Grand Prix d'Europe.
- 2015 :
  - (Athlétisme /Championnats du monde) : dans l'épreuve du 100 m hommes, victoire du Jamaïcain Usain Bolt, sur le 20 kilomètres marche hommes, victoire de l'Espagnol Miguel Ángel López, au lancer du poids hommes, victoire de l'Américain Joe Kovacs, sur le lancer du marteau, victoire du Polonais Paweł Fajdek. À l'heptathlon, victoire de la Britannique Jessica Ennis-Hill.
  - (Compétition automobile /Formule 1) : Lewis Hamilton s'impose au Grand Prix de Belgique.
  - (Cyclisme sur route /Tour d'Espagne) : le Colombien Esteban Chaves remporte l'étape du jour.
  - (Sports équestres /Championnats d'Europe de dressage et de saut d'obstacles) : le Néerlandais Jeroen Dubbeldam s'impose en sauts d'obstacles individuel.
  - (Tennis /Masters 1000) : en dominant Novak Djokovic en finale (7-6, 6-3) , Roger Federer remporte pour la 7e fois le Masters 1000 de Cincinnati.
- 2016 :
  - (Cyclisme sur route /Tour d'Espagne) : sur la 4e étape du Tour d'Espagne 2016, victoire du Français Lilian Calmejane et le Colombien Darwin Atapuma prend la tête du classement général.
- 2017 :
  - (Cyclisme sur route /Tour d'Espagne) : sur la 5e étape du Tour d'Espagne 2017 qui relie Benicàssim et Alcossebre, sur une distance de 175,7 kilomètres, victoire du Kazakhstanais Alexey Lutsenko. Le Britannique Christopher Froome conserve le maillot rouge.
  - (Lutte /Championnats du monde) : sur la 3e journée des championnats du monde de lutte , chez les femmes, en -55 kg, victoire de la Japonaise Haruna Okuno, en -58 kg, victoire de l'Américaine Helen Maroulis, en -63 kg, victoire de la Mongole Pürevdorjiin Orkhon et en +75 kg, victoire de la Turque Yasemin Adar.
- 2020 :
  - (Football /Ligue des champions) : la finale de la Ligue des champions de l'UEFA devait initialement se tenir au stade olympique Atatürk, à Istanbul mais compte tenu de la pandémie et après des huitièmes de finale dont une partie des matchs retours s'est déroulée en mars, et l'autre début août à huis clos, les huit équipes qualifiées se retrouvent à Lisbonne pour disputer le reste de la compétition (appelée « Final 8 »). La finale oppose le Paris Saint-Germain au Bayern Munich au stade de Luz. Elle se conclut sur la victoire du club allemand sur le score de 1 - 0 qui remporte son sixième titre[1].
- 2024 :
  - (Cyclisme sur route /Tour d'Espagne) : sur la 7e étape du Tour d'Espagne qui se déroule  entre Archidona et Cordoue en Andalousie, sur une distance de 179 km, victoire au sprint du Belge Wout van Aert. L'Australien Ben O'Connor conserve le Maillot rouge.

## Naissances

### XIXesiècle
- 1875 :
  - George Allan, footballeur écossais. (1 sélection en équipe nationale). († 17 octobre 1899).
  - Howard Spencer, footballeur anglais. (6 sélections en équipe nationale). († 14 janvier 1940).
- 1880 :
  - Jimmy McMenemy, footballeur écossais. (12 sélections en équipe nationale). († 23 juin 1965).
- 1883 :
  - Jesse Pennington, footballeur anglais. (25 sélections en équipe nationale). († 5 septembre 1970).
- 1887 :
  - Albert Gutterson, athlète de sauts américain. Champion olympique de la longueur aux Jeux de Stockholm 1912. († 7 avril 1965).
- 1889 :
  - George Canning, tireur à la corde britannique. Champion olympique aux Jeux d'Anvers 1920. († 17 juin 1955).

### XXesièclede1901à1950
- 1910 :
  - Giuseppe Meazza, footballeur italien. Champion du monde de football 1934 et 1938. (53 sélections en équipe nationale). († 21 août 1979).
- 1911 :
  - Betty Robinson, athlète de sprint américaine. Championne olympique du 100m et médaillée d'argent du relais 4×100m aux Jeux d'Amsterdam 1928 puis championne olympique du relais 4×100m aux Jeux de Berlin 1936. († 18 mai 1999).
  - Birger Ruud, sauteur à ski et skieur alpin norvégien. Champion olympique de saut à ski aux Jeux de Lake Placid 1932 et aux Jeux de Garmisch-Partenkirchen 1936 puis médaillé d'argent aux jeux de Saint-Moritz 1948. Champion du monde de saut à ski 1931, 1935 et 1937. († 13 juin 1998).
- 1922 :
  - Jimmy Stephen, footballeur écossais. (2 sélections en équipe nationale). († 5 novembre 2012).
- 1929 :
  - Zoltán Czibor, footballeur hongrois. Champion olympique aux Jeux d'Helsinki 1952. Vainqueur de la Coupe de l'UEFA 1960. (43 sélections en équipe nationale). († 1er septembre 1997).
  - Peter Thomson, golfeur australien. Vainqueur des Open britannique 1954, 1955, 1956, 1958 et 1965. († 20 juin 2018).
- 1934 :
  - Sonny Jurgensen, joueur de foot U.S. américain.
- 1942 :
  - Nancy Richey, joueuse de tennis américaine.
- 1945 :
  - Eric De Vlaeminck, cycliste sur route et cyclo-crossman belge. Champion du monde de cyclo-cross 1966, 1968, 1969, 1970, 1971, 1972 et 1973. Vainqueur du Tour de Belgique 1969. († 4 décembre 2015).
- 1946 :
  - Jean-Luc Fugaldi, footballeur français. († 6 janvier 2005).

### XXesièclede1951à2000
- 1951 :
  - Allan Bristow, basketteur américain.
- 1953 :
  - Randy Williams, athlète de sauts américain. Champion olympique de la longueur aux Jeux de Munich 1972 et médaillé d'argent aux Jeux de Montréal 1976.
- 1956 :
  - Karel Jarolím, footballeur puis entraîneur tchécoslovaque puis tchèque. (13 sélections avec l'équipe de Tchécoslovaquie). Sélectionneur de l'équipe de Tchéquie de 2016 à 2018.
- 1958 :
  - Julio Franco, joueur de baseball dominicain.
- 1960 :
  - Ştefan Iovan, footballeur puis entraîneur roumain. Vainqueur de la Coupe des clubs champions 1986. (35 sélections en équipe nationale).
- 1961 :
  - Gary Mabbutt, footballeur anglais. Vainqueur de la Coupe UEFA 1984. (16 sélections en équipe nationale).
- 1963 :
  - Marie-Christine Cazier, athlète de sprint française. Médaillée d'argent du 200 m aux CE d'athlétisme 1986.
  - Randy Moller, hockeyeur sur glace canadien.
  - Kenny Wallace, pilote de courses automobile de NASCAR américain.
- 1964 :
  - Johan Bruyneel, cycliste sur route puis dirigeant sportif belge.
  - Elias Rodriguez, athlète de fond puis entraîneur micronésien.
- 1966 :
  - Christophe Galtier, footballeur puis entraîneur français.
  - Rik Smits, basketteur néerlandais. (12 sélections en équipe nationale).
- 1968 :
  - Chris DiMarco, golfeur américain.
  - Franck Rolling, footballeur français.
- 1969 :
  - Tinus Linee, joueur de rugby à XV puis entraîneur sud-africain. († 3 novembre 2014).
- 1970 :
  - Lawrence Frank, entraîneur de basket-ball américain.
  - Dominic Longo, footballeur australien. (13 sélections en équipe nationale).
- 1971 :
  - Demetrio Albertini, footballeur italien. Vainqueur de la Ligue des champions 1994. (79 sélections en équipe nationale).
- 1972 :
  - Anthony Calvillo, américain, joueur de foot canadien.
- 1974 :
  - Samantha Davies, navigatrice britannique.
- 1975 :
  - Jarkko Ruutu, hockeyeur sur glace finlandais. Médaillé d'argent aux Jeux de Turin 2006. (34 sélections en équipe nationale).
- 1976 :
  - LaTasha Colander, athlète de sprint américaine. Championne olympique du relais 4×400m aux Jeux de Sydney 2000.
- 1977 :
  - Douglas Sequeira, footballeur costaricien. (42 sélections en équipe nationale).
- 1978 :
  - Kobe Bryant, basketteur américain. Champion olympique aux Jeux de Pékin 2008 et aux Jeux de Londres 2012. (37 sélections en équipe nationale). († 26 janvier 2020).
- 1981 :
  - Stephan Loboué, footballeur ivoirien. (4 sélections en équipe nationale).
  - Tim Maeyens, rameur de skiff belge.
- 1982 :
  - Natalie Coughlin, nageuse de dos américaine. Championne olympique du 100 m dos et du relais 4 × 200 m nage libre, médaillée d'argent du relais 4 × 100 m nage libre et du relais 4 × 100 4 nages, médaillée de bronze du 100 m nage libre aux Jeux d'Athènes 2004 puis championne olympique du 100 m dos, médaillée d'argent du 4 × 100 m nage libre, médaillé de bronze du 200 m 4 nages et du 100 m nage libre aux Jeux de Pékin 2008. Championne du monde de natation du 100 m dos 2001, championne du monde de natation du relais 4 × 100 m nage libre 2003 et 2013, championne du monde de natation du relais 4 × 200 m nage libre 2005, championne du monde de natation du 100 m dos et du relais 4 × 200 m nage libre 2007, championne du monde de natation du relais 4 × 100 m 4 nages 2011.
- 1983 :
  - Bruno Spengler, pilote de courses automobile franco-canadien.
- 1984 :
  - Manuel Carizza, joueur de rugby à XV argentin. Vainqueur du Challenge européen 2012. (46 sélections en équipe nationale).
- 1985 :
  - Damien Tibéri, footballeur français.
- 1986 :
  - Jennifer Simpson, athlète de fond et demi-fond américaine. Médaillée de bronze du 1 500 m aux Jeux de Rio 2016. Championne du monde d'athlétisme du 1 500 m 2011.
  - Lucas Vila, hockeyeur sur gazon argentin. Champion olympique aux Jeux de Rio 2016. (217 sélections en équipe nationale).
- 1987 :
  - Thomas Briels, hockeyeur sur gazon belge. Médaillé d'argent aux Jeux de Rio 2016. (171 sélections en équipe nationale).
  - Darren Collison, basketteur américain.
- 1988 :
  - Olga Govortsova, joueuse de tennis biélorusse.
  - Jeremy Lin, basketteur américain.
  - Jimmy Nirlo, footballeur français.
- 1990 :
  - Ryan Broekhoff, basketteur australien. Champion d'Océanie de basket-ball 2013. (18 sélections en équipe nationale).
  - Seth Curry, basketteur américain.
- 1991 :
  - Jennifer Abel, plongeuse canadienne. Médaillée de bronze au tremplin synchronisé à 3 m aux Jeux de Londres 2012.
- 1993 :
  - Kristine Breistøl, handballeuse norvégienne. Médaillée de bronze aux Jeux de Tokyo 2020. Championne du monde féminin de handball 2021. Championne d'Europe féminin de handball 2020. (88 sélections en équipe nationale).
  - Sebastián Cristóforo, footballeur uruguayen. Vainqueur de la Ligue Europa 2016.
- 1994 :
  - Théo Fages, joueur de rugby à XIII français. Champion d'Europe des nations de rugby à XIII 2018. (15 sélections en équipe de France).
  - Jusuf Nurkić, basketteur bosnien.
- 1995 :
  - Magnus Bradbury, joueur de rugby à XV écossais. (19 sélections en équipe nationale).
  - Cameron Norrie, joueur de tennis britannique.
- 1996 :
  - Keenan Evans, basketteur américain.
- 2000 :
  - Florian Grengbo, cycliste sur piste français. Médaillé de bronze de la vitesse par équipes aux Jeux de Tokyo 2020. Médaillé d'argent de la vitesse par équipes aux Mondiaux 2021 et de bronze à ceux de 2023.

## Décès

### XIXesiècle
- 1880 :
  - William Thompson, 68 ans, boxeur anglais. (° 18 octobre 1811).

### XXesièclede1901à1950
- 1926 :
  - Gustave Ganay, 34 ans, cycliste sur route et sur piste français. (° 28 mars 1892).
- 1934 :
  - Erik Larsson, 46 ans, tireur à la corde suédois. Champion olympique aux Jeux de Stockholm 1912. (° 14 mai 1888).
- 1939 :
  - Eugène-Henri Gravelotte, 63 ans, fleurettiste français. Champion olympique aux Jeux d'Athènes 1896. (° 6 février 1876).

### XXesièclede1951à2000
- 1951 :
  - Francis Dessain, 76 ans, footballeur puis entraîneur belge. (° 25 juillet 1875).
- 1961 :
  - Beals Wright, 81 ans, joueur de tennis américain. Champion olympique du simple et du double aux Jeux de Saint-Louis 1904. Vainqueur de l'US Open 1905. (° 19 décembre 1879).
- 1967 :
  - Georges Berger, 48 ans, pilote de courses automobile belge. (° 14 septembre 1918).
  - Nate Cartmell, 84 ans, athlète de sprint américain. Médaillé d'argent du 100 m et du 200 m aux Jeux de Saint-Louis 1904 puis champion olympique du relais et médaillé de bronze du 200 m aux Jeux de Londres 1908. (° 13 janvier 1883).
- 1980 :
  - Gerhard Hanappi, 51 ans, footballeur autrichien. (93 sélections en équipe nationale). (° 16 février 1929).
- 1987 :
  - Didier Pironi, 35 ans, pilote de F1 et d'endurance français. (3 victoires en Grand Prix). Vainqueur des 24 Heures du Mans 1978. (° 26 mars 1952).
  - Bernard Giroux, 37 ans, journaliste sportif et copilote automobile français. (° 10 mars 1950).
- 1999 :
  - Georges Boulogne, 81 ans, footballeur puis entraîneur et dirigeant sportif français. Sélectionneur de l'équipe de France de 1969 à 1973. (° 1er juillet 1917).

### XXIesiècle
- 2001 :
  - Joachim Albrecht von Bethmann-Hollweg, 89 ans, joueur de hockey sur glace allemand. Médaillé de bronze du championnat du monde 1934. (° 16 décembre 1911).
- 2002 :
  - Hoyt Wilhelm, 80 ans, joueur de baseball américain. (° 26 juillet 1922).
- 2003 :
  - Bobby Bonds, 57 ans, joueur de baseball américain. (° 15 mars 1946).
- 2009 :
  - Anna-Maria Müller, 60 ans, lugeuse est-allemande puis allemande. Championne olympique aux Jeux de Sapporo 1972. (° 23 février 1949).
- 2012 :
  - Steve Van Buren, 91 ans, joueur de foot U.S. américain. (° 28 décembre 1920).
- 2013 :
  - Dean Meminger, 65 ans, basketteur puis entraîneur américain. Vainqueur de la NBA 1973 avec les Knicks de New York. (° 13 mai 1948).
- 2014 :
  - Albert Ebossé Bodjongo, 24 ans, footballeur camerounais. (° 6 octobre 1989).
  - Annefleur Kalvenhaar, 20 ans, coureuse cycliste néerlandaise spécialiste du VTT et du cyclo-cross. (° 10 juin 1994).
- 2015 :
  - Guy Ligier, 85 ans, pilote de F1 et d’endurance puis directeur d'écurie français. (° 12 juillet 1930).
  - Enrique Reneau, 44 ans, footballeur hondurien. (17 sélections en équipe nationale). (° 9 avril 1971).
- 2016 :
  - Berit Mørdre Lammedal, 76 ans, fondeuse norvégienne. Championne olympique du relais 3 × 5 km et médaillée d'argent du 10 km aux Jeux de 1968 et médaillée de bronze du relais en 1972. (° 16 avril 1940).
- 2018 :
  - Delio Gamboa, 82 ans, footballeur colombien. (24 sélections en équipe nationale). (° 28 janvier 1936).
- 2019 :
  - Marie-Annick Dézert, 47 ans, handballeuse française. Vice-championne du monde en 1999. (° 10 mai 1972).
  - Egon Zimmermann, 80 ans, skieur alpin autrichien. Champion du monde de descente en 1962 et champion olympique de la même discipline en 1964 à Innsbruck. (° 8 février 1939).